# Gare de Châtenois
La gare de Châtenois est une gare ferroviaire française de la ligne de Sélestat à Lesseux - Frapelle, située sur le territoire de la commune de Châtenois, la collectivité européenne d'Alsace, en région Grand Est.

## Situation ferroviaire
La gare de Châtenois est située au point kilométrique (PK) 4,7 de la ligne de Sélestat à Lesseux - Frapelle entre les gares de Sélestat et de Val-de-Villé. Cette section de ligne est inutilisée depuis 2018.

## Histoire
La ligne de Sélestat à Sainte-Marie-aux-Mines est mise en service le 29 décembre 1864 par la Compagnie des chemins de fer de l'Est. De 1871 à 1918, elle est reprise par la Direction des chemins de fer d'Alsace -Lorraine (EL) avant que ce réseau, redevenu français, ne devienne l'Administration des chemins de fer d'Alsace et de Lorraine. La ligne est prolongée jusque Lesseux - Frapelle en 1937. Le dernier train de voyageurs dessert Châtenois en 1980.
Cette gare était ouverte au service du fret pour les trains entiers jusqu'à l'arrêt des circulations sur la ligne en 2018.

## Patrimoine ferroviaire
L'ancien bâtiment voyageurs (BV), devenu une habitation privée, et une ancienne halle à marchandises, désaffectée, sont toujours présents sur le site de la gare.
Ce dernier présente, côté quai, un aspect fort semblable à celui de la gare de Val-de-Villé, à l'exception de la fenêtre au premier étage sous le pignon transversal qui est double à Châtenois. Côté rue, une seconde avancée surmontée par un pignon remplace la travée de droite de chaque étage. L'aspect du BV a été altéré après sa transformation en résidence. Durant la période où la gare, devenue allemande, s'appelle Kestenholz, la charpente est pourvue de fermes décoratives en bois.
Les gares de Lièpvre et Sainte-Croix-aux-Mines, également transformées avec un second pignon faisant saillie côté rue emploient une disposition différente en « L ».